# Isolante elétrico

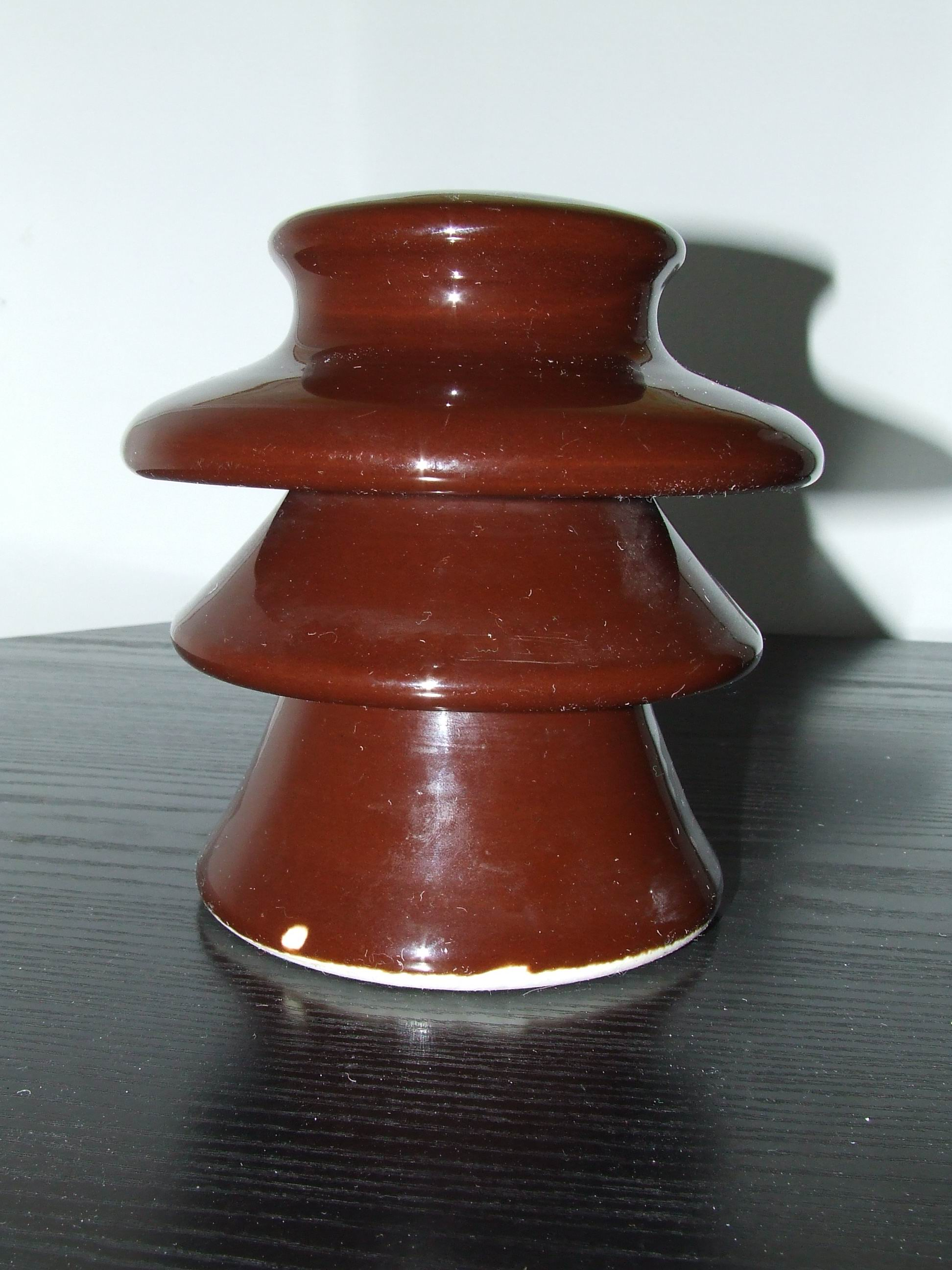
Isolante elétrico de cerâmica, utilizado para isolar as linhas de transmissão das torres que as sustentam

Um isolante elétrico (IE) é aquele material que resiste ao fluxo de elétrons por conter baixa quantidade desta partícula subatômica em estado livre em sua composição. Sendo assim, haverá uma dificuldade das cargas elétricas transitarem por seu corpo. Nos IE´s, os elétrons de valência estão fortemente ligados aos seus átomos e esta rigidez dielétrica encontrada em sua composição é associado a um material isolante, ou seja, um não metal (ou ametal). Na prática, isolantes elétricos são praticamente o contrário dos condutores elétricos.
Este tipo de isolante é largamente utilizado na área elétrica e eletrônica como componentes para isolar a eletricidade em determinados circuitos elétricos ou como equipamentos de proteção para os seres vivos (que inclui humanos e animais).

## Tabela com os principais isolantes elétricos
| exemplos               |
| ---------------------- |
| Mica                   |
| Silicone               |
| Vidro                  |
| Borracha               |
| Óleos especiais        |
| Água (pura deionizada) |